# Ivànovka (Volsk)
Ivànovka - Ивановка (rus) - és un poble a l'óblast de Saràtov, a Rússia, segons el cens del 2010 tenia 98 habitants. Pertany al districte municipal de Volsk.